# 비화기
비화기(祕話機) 또는 스크램블러(scrambler)는 원거리 통신에서 전하고자 하는 메시지를 암호화하거나 시그널을 뒤섞어 메시지를 해독불능하게 만드는 장치이다. 이렇게 처리된 메시지는 적절한 복호화 장치를 갖춘 수신기로 수신하지 않으면 알아들을 수 없게 된다.

## 같이 보기
- 암호학
- 원 타임 패드
- SIGSALY